# Giuseppe Sigismondo Ala Ponzone
Le marquis de Giuseppe Sigismondo Ala Ponzone est un collectionneur italien, né le 21 mars 1761 à Crémone et mort le 2 mai 1842 dans cette même ville.

## Biographie
Giuseppe Sigismondo Ala Ponzone réalise une grande collection d’œuvres d’art et d’objets d’histoire naturelle. Il lègue sa bibliothèque à l’Académie des belles-lettres de Milan. Il fait paraître en 1789 un article sur la préparation des chenilles.

## Sources
- Cesare Conci et Roberto Poggi (1996), Iconography of Italian Entomologists, with essential biographical data. Memorie della Società entomologica Italiana, 75 : 159-382.